# Rząd Chile

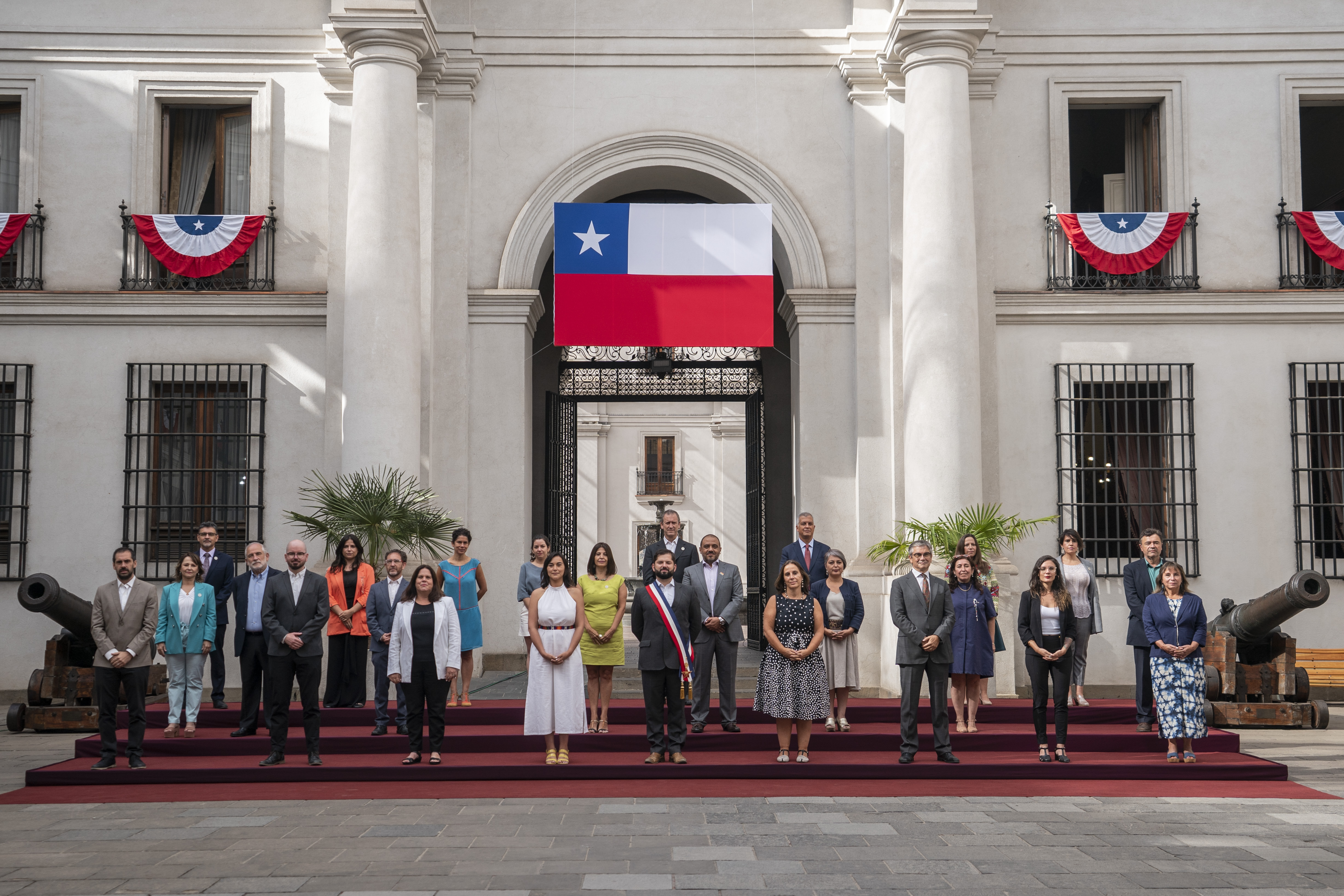
Rząd Gabriela Borica

Rząd Republiki Chile – konstytucyjny organ władzy wykonawczej w Chile. Na czele rządu stoi prezydent wybierany w wyborach bezpośrednich na czteroletnią kadencję (bez prawa natychmiastowej reelekcji). Gabinet składa się ponadto z 24 ministrów.

## Skład rządu
Obecnie szefem chilijskiego rządu jest prezydent Gabriel Boric. Funkcję tę sprawuje od roku 2022.
Ministrowie Chile i urzędnicy w randzie ministra według precedencji:
| Ministerstwa/urzędy                                     | Nazwa oryginalna                                                 | Ministrowie/urzędnicy w randze ministra |
| ------------------------------------------------------- | ---------------------------------------------------------------- | --------------------------------------- |
| Ministerstwo Administracji i Bezpieczeństwa Publicznego | Ministerio del Interior y Seguridad Pública                      | Carolina Tohá Morales (2024)            |
| Ministerstwo Spraw Zagranicznych                        | Ministerio de Relaciones Exteriores                              | Alberto van Klaveren Stork (2024)       |
| Ministerstwo Obrony Narodowej                           | Ministerio de Defensa Nacional                                   | Maya Fernández Allende (2024)           |
| Ministerstwo Finansów                                   | Ministerio de Hacienda                                           | Mario Marcel Cullell (2024)             |
| Ministerstwo Sekretariat Generalny Prezydencji          | Ministerio Secretaría General de la Presidencia                  | Álvaro Elizalde Soto (2024)             |
| Ministerstwo Sekretariat Generalny Rządu                | Ministerio Secretaría General de Gobierno                        | Camila Vallejo Dowling (2024)           |
| Ministerstwo Gospodarki, Rozwoju i Turystyki            | Ministerio de Economía, Fomento y Turismo                        | Nicolás Grau Veloso (2024)              |
| Ministerstwo Rozwoju Społecznego i Rodziny              | Ministerio de Desarrollo Social y Familia                        | Javiera Toro Cáceres (2024)             |
| Ministerstwo Edukacji                                   | Ministerio de Educación                                          | Nicolás Cataldo Astorga (2024)          |
| Ministerstwo Sprawiedliwości i Praw Człowieka (Chile)   | Ministerio de Justicia y Derechos Humanos                        | Luis Cordero Vega (2024)                |
| Ministerstwo Pracy i Prognoz Społecznych                | Ministerio del Trabajo y Previsión Social                        | Jeannette Jara Román (2024)             |
| Ministerstwo Robót Publicznych                          | Ministerio de Obras Públicas                                     | Jessica López Saffie (2024)             |
| Ministerstwo Zdrowia                                    | Ministerio de Salud                                              | Ximena Aguilera Sanhueza (2024)         |
| Ministerstwo Mieszkalnictwa i Rozwoju Miast             | Ministerio de Vivienda y Urbanismo                               | Carlos Montes Cisternas (2024)          |
| Ministerstwo Rolnictwa                                  | Ministerio de Agricultura                                        | Esteban Valenzuela Van Treek (2024)     |
| Ministerstwo Górnictwa                                  | Ministerio de Minería                                            | Aurora Williams Baussa (2024)           |
| Ministerstwo Transportu i Komunikacji                   | Ministerio de Transportes y Telecomunicaciones                   | Juan Carlos Muñoz Abogabir (2024)       |
| Ministerstwo Dóbr Narodowych                            | Ministerio de Bienes Nacionales                                  | Marcela Sandoval Osorio (2024)          |
| Ministerstwo Energii                                    | Ministerio de Energía                                            | Diego Pardow Lorenzo (2024)             |
| Ministerstwo Środowiska                                 | Ministerio del Medio Ambiente                                    | Maisa Rojas Corradi (2024)              |
| Ministerstwo Sportu (Chile)                             | Ministerio del Deporte                                           | Jaime Pizarro Herrera (2024)            |
| Ministerstwo ds. Kobiet i Równości Płci (Chile)         | Ministerio de la Mujer y la Equidad de Género                    | Antonia Orellana Guarello (2024)        |
| Ministerstwo Kultury, Sztuki i Dziedzictwa              | Ministerio de las Culturas, las Artes y el Patrimonio            | Carolina Arredondo Marzán (2024)        |
| Ministerstwo Nauki, Technologii, Wiedzy i Innowacji     | Ministerio de las Ciencia, Tecnología, Conocimiento e Innovación | Aisén Etcheverry Escudero (2024)        |